# Rilly-sur-Vienne
Rilly-sur-Vienne – miejscowość i gmina we Francji, w Regionie Centralnym, w departamencie Indre i Loara.
Według danych na rok 1990 gminę zamieszkiwało 421 osób, a gęstość zaludnienia wynosiła 32 osoby/km² (wśród 1842 gmin Regionu Centralnego Rilly-sur-Vienne plasuje się na 742. miejscu pod względem liczby ludności, natomiast pod względem powierzchni na miejscu 979.).